# 手机 (电影)
《手机》是中国大陆导演冯小刚于2003年执导的一部剧情片，根据刘震云同名小说改编。由中国电影集团北京电影制片厂、华谊兄弟太合影视投资有限公司、哥伦比亚电影制作(亚洲)有限公司联合出品。主演为葛优、徐帆、张国立、范冰冰。影片曾获华表奖“市场拓展奖”。

## 剧情简介
主角严守一（葛优饰）是电视台《有一说一》节目的主持人，他与在出版界工作的武月（范冰冰饰）有染。武月每次发来的短信都被严守一删掉，以免被妻子于文娟（张鹭饰）发现。可有一次他把手机忘在家里，当他回来拿时已引发妻子的疑心。晚上他与武月约会，文娟打他手机，他便说与上司费墨（张国立饰）在一起，当文娟与费墨通话后谎言揭穿。回家后，文娟发现严守一身上有女人气味、肩头更有齿印，两人闹翻，离了婚。
一次上台词训练课，严守一结识了戏剧学院教师沈雪（徐帆饰），两人由一开始的矛盾转为相恋。严守一、沈雪、费墨回乡下见了奶奶（黄素影），席间沈雪被砖头哥（范伟）等人灌酒。费墨在武月的出版社出了新书《说话》，请严守一作了序。严、沈二人在学校里逮到一批夜里晚归的学生。文娟在医院里产下守一的儿子，但她对守一抱着抵触情绪，没要守一赠给他的手机。守一只好通过文娟的哥哥暗中资助文娟。
武月频繁的电话、短信让沈雪怀疑，她与费墨之妻徐燕（赵奎娥）结成同盟。守一让武月在出版社为文娟找到了工作，其实能成功是因为社长占了武月的便宜。沈雪在餐厅见到了守一与武月单独会面。费墨则开始与一“美学研究生”交往。武月将守一约至宾馆房间，作了录音，以此要挟守一，她想当《有一说一》主持人。守一表嫂之女牛彩云（杨欣）到沈雪处考表演，因缺心眼而失败。
费墨与“女学生”在酒店开了房，但没上去，回来后房间牌却被妻子发现，守一替他圆谎失败。武月给守一发的短信又被沈雪发现，守一向她坦白。奶奶去世，守一回到乡下吊孝，回来后病了半年，从此不再用手机。武月终于得到主持人职位，费墨去了爱沙尼亚，严沈二人也分手了。

## 演员表
| 演員   | 角色           | 備註                       |
| ------ | -------------- | -------------------------- |
| 葛优   | 严守一         | 电视节目《有一说一》主持人 |
| 张国立 | 费墨           | 电视节目策划人，严守一同事 |
| 徐帆   | 沈雪           | 戏剧学院教师               |
| 范冰冰 | 武月           | 出版社员工                 |
| 张鹭   | 文娟           | 严守一老婆                 |
| 杨欣   | 吕桂花、牛彩云 | 严守一表嫂/表嫂之女        |
| 黄素影 | 奶奶           | 严守一祖母                 |
| 赵奎娥 | 李燕           | 费墨老婆                   |
| 楚明宗 | 少年严守一     |                            |
| 范伟   | 砖头           | 严守一之兄                 |
| 咏梅   | 小苏           |                            |
| 张涵予 | 大段           | 电视台员工                 |
| 韩童生 | 哥哥           | 于文娟大哥                 |
| 李连义 | 老牛           |                            |
| 郭百利 | 老马           |                            |
| 成育   | 中年教师       |                            |
| 彭心怡 | 女学生         |                            |
| 叶静   | 男学生         |                            |
| 赵海   | 胡拉拉         |                            |
| 雅茜   | 按摩女         |                            |
| 吴婷   | 小马           |                            |
| 王扬   | 徐社长         |                            |
| 傅玉彬 | 新郎           |                            |
| 张晓勇 | 堂哥           |                            |
| 黄爱玲 | 堂嫂           |                            |
| 倪娜   | 小保姆         |                            |
| 崔士俊 | 小情人         |                            |

## 友情演出
- 黄健翔
- 李彬
- 宁宁
- 鞠萍
- 金龟子
- 索妮
- 董浩
- 张秋歌
- 赵宝乐
- 陈晨
- 春妮
- 张大礼
- 钱洁
- 邵小珊
- 刘仪伟
- 撒贝宁
- 迟帅
- 高磊
- 国文学
- 洪彪
- 蔡文燕
- 尚景文
- 姜少华
- 日光乐队

## 奖项
- 2004年华表奖
  - 市场发展奖
  - 最佳电影 (提名)
  - 最佳女新人 (提名) — 范冰冰
- 2004年金鸡奖
  - 最佳男配角 (提名) — 张国立
  - 最佳女配角 (提名) — 范冰冰
  - 最佳摄影 (提名)
  - 最佳美术指导 (提名)
- 2004年百花奖
  - 最佳故事片
  - 最佳男演员 — 葛优
  - 最佳男演员 (提名) — 张国立
  - 最佳女演员 — 范冰冰
  - 最佳女演员 (提名) — 徐帆

## 争议
很多人认为，电影中的《有一说一》谈话节目和主持人严守一影射中国中央电视台节目《实话实说》和主持人崔永元，而片中的武月影射《实话实说》后来的主持人和晶。栏目的名字类似，主持风格相近，电影中的节目和《实话实说》都配有现场乐队；崔永元因为积劳成疾辞掉了主持人职务，推荐一名女主持接班，与电影中的情节相近。崔永元透露，电影的前期制作中，冯小刚告诉他正在拍一部关于谈话节目和主持人的贺岁电影，向他咨询过《实话实说》栏目如何运作、节目的主持人如何完成工作，但并没有提到电影的故事为婚外情。崔永元认为此电影是对其本人的侮辱，并因此与刘震云、冯小刚、范冰冰等人发生争执，事後以編劇向崔永元道歉而落幕。
2018年，崔永元對媒體坦承但因本劇籌拍續集，認為對其將產生巨大影響而「報仇」，崔永元连续在微博发声，重提2003年《手机》上映时与冯小刚、刘震云的恩怨。并爆料范冰冰陰陽合約一事，引發范冰冰遭政府調查，范冰冰的微博在沉寂了123天后，再次更新，发布一篇《致歉信》，承认在影片《大轰炸》和其他一些合同中出现利用“拆分合同”等逃税问题。税务部门称，对范冰冰及其担任法人的企业追缴2.55亿元，滞纳金0.33亿元，以及各种罚款近6亿元。中国税务部门称，如果她能如期缴纳，将不予追究刑事责任。崔永元稱原先並不知道此次爆料會造成如此大的風波，同時表示受到死亡威脅。